# Pulvinaria photiniae
Pulvinaria photiniae är en insektsart som beskrevs av Kuwana 1914. Pulvinaria photiniae ingår i släktet Pulvinaria och familjen skålsköldlöss. Inga underarter finns listade i Catalogue of Life.